# Bośnia i Hercegowina na Zimowych Igrzyskach Olimpijskich 2006
Bośnię i Hercegowinę na Zimowych Igrzyskach Olimpijskich 2006 reprezentowało 6 zawodników.

## Wyniki zawodników

### Biathlon

#### Kobiety
| Zawodnik              | Konkurencja       | Czas      | Ilość pudeł | Pozycja | Źródło |
| --------------------- | ----------------- | --------- | ----------- | ------- | ------ |
| Aleksandra Vasiljević | Sprint            | 28:10.9   | 1 (1+0)     | 78.     | [ 1 ]  |
| Aleksandra Vasiljević | Bieg indywidualny | 1:01:11.8 | 1 (1+0+0+0) | 74.     | [ 2 ]  |

#### Mężczyźni
| Zawodnik   | Konkurencja       | Czas      | Ilość pudeł | Pozycja | Źródło |
| ---------- | ----------------- | --------- | ----------- | ------- | ------ |
| Miro Ćosić | Sprint            | 32:56.1   | 4 (1+3)     | 84.     | [ 3 ]  |
| Miro Ćosić | Bieg indywidualny | 1:08:32.7 | 7 (1+3+1+2) | 83.     | [ 4 ]  |

### Biegi narciarskie

#### Kobiety
| Zawodniczka       | Konkurencja              | Czas    | Pozycja | Źródło |
| ----------------- | ------------------------ | ------- | ------- | ------ |
| Vedrana Vučićević | 10 km techniką klasyczną | 42:45.8 | 70.     | [ 5 ]  |

#### Mężczyźni
| Zawodniczka      | Konkurencja              | Czas    | Pozycja | Źródło |
| ---------------- | ------------------------ | ------- | ------- | ------ |
| Bojan Samardžija | 15 km techniką klasyczną | 51:28.8 | 89.     | [ 6 ]  |

### Narciarstwo alpejskie

#### Kobiety
| Zawodnik    | Konkurencja | 1. przejazd | 1. przejazd | 2. przejazd | 2. przejazd | Suma czasów | Pozycja | Źródło |
| Zawodnik    | Konkurencja | Czas        | Pozycja     | Czas        | Pozycja     | Suma czasów | Pozycja | Źródło |
| ----------- | ----------- | ----------- | ----------- | ----------- | ----------- | ----------- | ------- | ------ |
| Mojca Rataj | Slalom      | 45.34       | 29.         | 49.03       | 31.         | 1:34.37     | 31.     | [ 7 ]  |

#### Mężczyźni
| Zawodnik         | Konkurencja   | 1. przejazd | 1. przejazd | 2. przejazd | 2. przejazd | Suma czasów | Pozycja | Źródło |
| Zawodnik         | Konkurencja   | Czas        | Pozycja     | Czas        | Pozycja     | Suma czasów | Pozycja | Źródło |
| ---------------- | ------------- | ----------- | ----------- | ----------- | ----------- | ----------- | ------- | ------ |
| Marko Schafferer | Slalom gigant | 1:39.28     | 44.         | 1:25.18     | 27.         | 3:04.46     | 37.     | [ 8 ]  |
| Marko Schafferer | Slalom        | 1:01.11     | 44.         | 56.06       | 32.         | 1:57.17     | 30.     | [ 9 ]  |